# Morpho niepelti
Morpho niepelti é uma borboleta neotropical da família Nymphalidae, subfamília Satyrinae e tribo Morphini, descrita em 1927 e distribuída pelo Equador e Colômbia. De acordo com G. Rodríguez & C. Rodríguez (2014), esta espécie tem uma distribuição ampla de altitude na região do Pacífico, que é restrita a partir de 260 metros para 1.500 metros; enquanto que uma nova subespécie por eles tratada, Morpho niepelti antioquiensis, ficaria a uma altitude mais elevada, entre 1.400 e 1.800 metros. Visto por cima, o padrão básico da espécie (macho) apresenta asas de coloração azul celeste, com bordas grossas de coloração castanha em suas margens. Vista por baixo, possui asas de coloração castanha com desenhos difusos e sete ocelos, com anéis alaranjados e marcação branca em seu interior, em cada par (anterior e posterior) de asas; também apresentando contorno de margens alaranjadas (similar ao de Morpho theseus), mais definido nas asas posteriores. O dimorfismo sexual é pouco acentuado, com as fêmeas menos frequentes.[carece de fontes?]

## Hábitos
Adrian Hoskins cita que a maioria das espécies de Morpho passa as manhãs patrulhando trilhas ao longo dos cursos de córregos e rios. Nas tardes quentes e ensolaradas, às vezes, podem ser encontradas absorvendo a umidade da areia, visitando seiva a correr de troncos ou alimentando-se de frutos em fermentação. M. niepelti é encontrada em florestas de encosta nubladas. Adultos voam sobre as copas das árvores, suavemente, em dias de sol com pouco ou nenhum nevoeiro.

## Subespécies
De acordo com estudo de G. Rodríguez & C. Rodríguez (2014), M. niepelti foi dividida em duas subespécies:
- Morpho niepelti niepelti - Descrita por Röber em 1927, de exemplar proveniente da Colômbia (voando do norte do Peru a noroeste da Colômbia, em relevo de 260 a 1.500 metros de altitude).
- Morpho niepelti antioquiensis - Descrita por G. Rodríguez & C. Rodríguez em 2014, de exemplar proveniente da Colômbia (voando no nordeste da Cordilheira Central da Colômbia, em Antioquia e Caldas, em relevo de 1.400 a 1.800 metros de altitude).